# Lepidodasys arcolepis
Lepidodasys arcolepis är en djurart som tillhör fylumet bukhårsdjur, och som beskrevs av Clausen 2004. Lepidodasys arcolepis ingår i släktet Lepidodasys och familjen Lepidodasyidae. Inga underarter finns listade i Catalogue of Life.